# 罌粟籽油
罌粟籽油（英語：Poppyseed oil，oleum papaveris seminis），又稱罌粟油（poppy oil）、御米油，以罌粟籽為原料，榨出的食用油。這種油長久以來，被使用於烹調食物之上，它也可以用來作為油畫原料之用。
罌粟籽中，油脂成份佔了45%-50%。罌粟籽油，風味絕佳，富含維他命E，但不含麻醉成份。

## 用途
罌粟籽油無色無味，所以有被用作皮膚保濕。再者，由于罌粟籽油在常溫下能够變乾，所以很多畫家用它來做油畫原料。它的優勢是乾了以後不會變色，但劣勢是乾的速度會變得比較慢。在油光漆或者肥皂中，也有使用罌粟籽油的。